# Juan IV de Baviera
Juan IV de Baviera-Múnich (en alemán, Johann IV., Herzog von Bayern), (4 de octubre de 1437, en Múnich - 18 de noviembre de 1463, en Múnich) era duque de Baviera-Múnich desde 1460 hasta su muerte.

## Biografía
Juan IV era un hijo de Alberto III, duque de Baviera y gobernó como duque de Baviera-Múnich desde 1460 en una época de constante desórdenes de la nobleza y lucha con las ciudades. Era conocido como un ávido cazador y murió de la peste bubónica en 1463. Le sucedieron sus hermanos Segismundo (ya co-regente desde 1460) y Alberto IV. Como su padre Juan IV está enterrado en la Abadía de Andechs.

## Antepasados
| Juan IV, duque de Baviera | Padre: Alberto III, duque de Baviera        | Abuelo paterno: Ernesto, duque de Baviera               | Bisabuelo paterno: Juan II, duque de Baviera                 |
| Juan IV, duque de Baviera | Padre: Alberto III, duque de Baviera        | Abuelo paterno: Ernesto, duque de Baviera               | Bisabuela paterna: Catalina de Gorizia                       |
| Juan IV, duque de Baviera | Padre: Alberto III, duque de Baviera        | Abuela paterna: Elisabetta Visconti                     | Bisabuelo paterno: Bernabò Visconti                          |
| Juan IV, duque de Baviera | Padre: Alberto III, duque de Baviera        | Abuela paterna: Elisabetta Visconti                     | Bisabuela paterna: Beatrice della Scala                      |
| Juan IV, duque de Baviera | Madre: Ana de Brunswick-Grubenhagen-Einbeck | Abuelo materna: Erico I, duque de Brunswick-Grubenhagen | Bisabuelo materno: Alberto I, duque de Brunswick-Grubenhagen |
| Juan IV, duque de Baviera | Madre: Ana de Brunswick-Grubenhagen-Einbeck | Abuelo materna: Erico I, duque de Brunswick-Grubenhagen | Bisabuela materna: Inés de Brunswick-Luneburgo               |
| Juan IV, duque de Baviera | Madre: Ana de Brunswick-Grubenhagen-Einbeck | Abuela materna: Isabel de Brunswick-Gotinga             | Bisabuelo materno: Otón I, duque de Brunswick-Gotinga        |
| Juan IV, duque de Baviera | Madre: Ana de Brunswick-Grubenhagen-Einbeck | Abuela materna: Isabel de Brunswick-Gotinga             | Bisabuela materna: Margarita de Berg                         |

| Predecesor: Alberto III | Duque de Baviera-Múnich 1460-1463 | Sucesor: Segismundo y Alberto IV |

- Esta obra contiene una traducción  derivada de «John IV, Duke of Bavaria» de Wikipedia en inglés, publicada por sus editores bajo la Licencia de documentación libre de GNU y la Licencia Creative Commons Atribución-CompartirIgual 4.0 Internacional.

- Datos: Q62650